# Football Club Crotone 2016-2017
Questa voce raccoglie le informazioni riguardanti il Football Club Crotone nelle competizioni ufficiali della stagione 2016-2017.

## Stagione
L'estate che fa seguito all'approdo in Serie A vede la dirigenza sostituire Ivan Jurić, artefice della promozione, con Davide Nicola. Il campionato 2016-17 inizia con 3 sconfitte consecutive, prima che la formazione muova la classifica pareggiando contro il Palermo. La prima vittoria giunge invece a fine ottobre, quando il Chievo cade per 2-0 in Calabria. Il Crotone vede tuttavia sfumare molti punti nei finali di partita: avviene, tra le altre, con l'Inter (che vince per 3-0 segnando tutti i gol nei 5' conclusivi), il Torino (doppietta di Belotti negli ultimi 10'), il Milan (prevalso a 4' dal fischio finale) e la Lazio (unica rete dell'incontro segnata al 90'). I pitagorici chiudono il girone di andata con 9 punti, che diventeranno 13 grazie al pari con il Genoa e alla vittoria (4-1) contro l'Empoli, diretta concorrente per la salvezza.
Nei mesi di febbraio e marzo, la squadra continua ad avere un rendimento deficitario tanto da far paventare una retrocessione ormai imminente. Lo spartiacque è invece rappresentato dalla primavera, che i rossoblù inaugurano battendo ancora il Chievo: l'affermazione sui clivensi è la prima ottenuta in trasferta durante la stagione. La domenica seguente, tocca poi all'Inter cadere sotto i colpi di Falcinelli per un "bis" di vittorie fin lì mai centrato. Altri risultati che testimoniano la rimonta sono il pareggio col Milan e il successo contro l'Udinese, determinante per la classifica. L'unico passo falso registrato nelle 9 giornate finali è la sconfitta con la Juventus, incassata al penultimo turno: un Crotone imbattuto da due mesi (dal 19 marzo al 21 maggio 2017) si arrende per 3-0 ai bianconeri, che conquistano in tal modo il sesto scudetto consecutivo. L'obiettivo della salvezza viene raggiunto all'ultima domenica, quando la vittoria sulla Lazio (3-1) e il contemporaneo knock-out dell'Empoli con il Palermo (a sua volta già condannato alla B) comportano la permanenza in massima categoria anche per la stagione 2017-18. I pitagorici stabiliscono inoltre un record, divenendo la prima formazione a salvarsi malgrado l'esiguo bottino racimolato nella fase di andata del campionato.

## Organigramma societario
Organigramma societario tratto dal sito ufficiale.
Area direttiva
- Presidente: Raffaele Vrenna
- Vicepresidente: Salvatore Gualtieri
- Amministratore delegato: Giovanni Vrenna
- Consiglieri: Pier Paolo Gualtieri, Raffaele Marino

Area tecnica
- Allenatore: Davide Nicola
- Allenatore in seconda: Manuele Cacicia
- Preparatore dei portieri: Antonio Macrì
- Direttore sportivo: Beppe Ursino
- Collaboratori tecnici: Ivan Moschella, Alberto Corradi

Area sanitaria
- Responsabile sanitario: Francesco Polimeno
- Medici sociali: Loris Broccolo, Francesco Villirillo
- Preparatore atletico: Domenico Borelli
- Osteopata: Rocco Massara
- Fisioterapisti: Pietro Cistaro, Armando Cistaro

## Divise e sponsor
Per la stagione 2016-2017 la maglia casalinga presenta il torso decorato da 7 strisce verticali rosse e 6 blu (organizzate in un disegno a larghezze differenti), che sul dorso lasciano buona parte dello spazio a un largo "scudo" monocromatico blu atto a ospitare le personalizzazioni (impresse a caratteri bianchi bordati di rosso); le maniche sono blu, il colletto e i profili bianchi. A essa si abbinano pantaloncini blu con orlo inferiore bianco-rosso e calzettoni decorati a fasce orizzontali rosse, blu e bianche, che ricalcano il motivo della casacca.
La maglia esterna è invece bianca, con un inserto scapolare rosso e una fascia pettorale blu (che sul dorso si assottiglia e assume l'aspetto di una linea). Le personalizzazioni dorsali assumono il colore blu per i numeri e bianco per i nomi dei calciatori. Egualmente candidi sono i pantaloncini (con l'orlo inferiore rosso-blu) e i calzettoni, decorati a mezza altezza da una fascia rossa e blu.
Il colore verde fluorescente connota invece la terza divisa, il cui torso è attraversato da una fascia diagonale rossa e blu spezzata da innumerevoli linee orizzontali di larghezza differente, che creano un effetto frastagliato e dinamico. Le personalizzazioni applicate sul dorso sono in blu bordate di rosso. Il colore verde domina anche sui pantaloncini e sui calzettoni. Comuni a tutti gli indumenti sono i profili rossi e blu.
Dettaglio comune a tutte e tre le casacche è il disegno dello squalo (mutuato dall'emblema sociale) applicato in sublimatico sul fianco sinistro della t-shirt.
Sponsor tecnico è Zeus Sport (all'esordio in massima serie italiana), mentre gli sponsor di maglia sono Sovreco e Metal Carpenteria.
| Casa | Casa (2) | Trasferta | Terza divisa | Portiere |

## Rosa
| N. |                     | Ruolo | Calciatore          |
| -- | ------------------- | ----- | ------------------- |
| 1  | Italia (bandiera)   | P     | Alex Cordaz         |
| 3  | Brasile (bandiera)  | D     | Claiton (capitano)  |
| 5  | Italia (bandiera)   | P     | Marco Festa         |
| 6  | Svezia (bandiera)   | C     | Marcus Rohdén       |
| 7  | Italia (bandiera)   | A     | Raffaele Palladino  |
| 8  | Italia (bandiera)   | C     | Lorenzo Crisetig    |
| 9  | Italia (bandiera)   | C     | Andrea Nalini       |
| 10 | Italia (bandiera)   | A     | Pietro De Giorgio   |
| 11 | Italia (bandiera)   | A     | Diego Falcinelli    |
| 12 | Romania (bandiera)  | A     | Adrian Stoian       |
| 13 | Italia (bandiera)   | D     | Gian Marco Ferrari  |
| 14 | Francia (bandiera)  | C     | Eddy Gnahoré        |
| 15 | Algeria (bandiera)  | D     | Djamel Mesbah       |
| 17 | Italia (bandiera)   | D     | Federico Ceccherini |
| 18 | Italia (bandiera)   | C     | Andrea Barberis     |
| 20 | Slovenia (bandiera) | A     | Andrej Kotnik       |

| N. |                                 | Ruolo | Calciatore           |
| -- | ------------------------------- | ----- | -------------------- |
| 21 | Italia (bandiera)               | D     | Giuseppe Cuomo       |
| 20 | Italia (bandiera)               | C     | Aniello Salzano      |
| 22 | Italia (bandiera)               | D     | Aleandro Rosi        |
| 23 | Belgio (bandiera)               | D     | Noë Dussenne         |
| 24 | Bulgaria (bandiera)             | C     | Aleksandăr Tonev     |
| 27 | Ghana (bandiera)                | C     | Boadu Maxwell Acosty |
| 28 | Italia (bandiera)               | C     | Leonardo Capezzi     |
| 29 | Italia (bandiera)               | A     | Marcello Trotta      |
| 31 | Italia (bandiera)               | D     | Mario Sampirisi      |
| 33 | Italia (bandiera)               | P     | Aniello Viscovo      |
| 42 | Bosnia ed Erzegovina (bandiera) | C     | Ćazim Suljić         |
| 77 | Italia (bandiera)               | C     | Nicolò Fazzi         |
| 87 | Italia (bandiera)               | D     | Bruno Martella       |
| 98 | Italia (bandiera)               | D     | Manuel Nicoletti     |
| 99 | Nigeria (bandiera)              | A     | Simy                 |

## Calciomercato

### Sessione estiva(dal 1/7 al 31/8)
| Acquisti | Acquisti            | Acquisti        | Acquisti      |
| R.       | Nome                | da              | Modalità      |
| -------- | ------------------- | --------------- | ------------- |
| P        | Valentin Cojocaru   | Steaua Bucarest | prestito      |
| D        | Federico Ceccherini | Livorno         | definitivo    |
| D        | Noë Dussenne        | R.E. Mouscron   | definitivo    |
| D        | Mario Sampirisi     | Vicenza         | definitivo    |
| D        | Mirko Esposito      | Paganese        | fine prestito |
| D        | Luca Bruno          | L’Aquila        | fine prestito |
| D        | Ravy Tsouka         | Paganese        | fine prestito |
| D        | Djamel Mesbah       | Sampdoria       | definitivo    |
| D        | Gian Marco Ferrari  | Sassuolo        | prestito      |
| C        | Aleandro Rosi       | Genoa           | prestito      |
| C        | Cristian Barillari  | Catanzaro       | fine prestito |
| C        | Aleksandăr Tonev    | Frosinone       | definitivo    |
| C        | Andrea Mazzarani    | Modena          | definitivo    |
| C        | Marcus Rohdén       | Elfsborg        | definitivo    |
| C        | Nicolò Fazzi        | Fiorentina      | riscatto      |
| C        | Leonardo Capezzi    | Sampdoria       | prestito      |
| C        | Lorenzo Crisetig    | Bologna         | prestito      |
| A        | Andrea Nalini       | Salernitana     | definitivo    |
| A        | Simy                | Portimonense    | definitivo    |
| A        | Giovanni Foresta    | Catanzaro       | fine prestito |
| A        | Marco Firenze       | Catanzaro       | fine prestito |
| A        | Davide Voltan       | Bassano         | fine prestito |
| A        | Eddy Gnahoré        | Napoli          | prestito      |
| A        | Ante Budimir        | St. Pauli       | riscatto      |
| A        | Diego Falcinelli    | Sassuolo        | prestito      |
| A        | Marcello Trotta     | Sassuolo        | prestito      |

### Sessione invernale(dal 03/01 al 31/01)
| Acquisti | Acquisti       | Acquisti | Acquisti                                                         |
| R.       | Nome           | da       | Modalità                                                         |
| -------- | -------------- | -------- | ---------------------------------------------------------------- |
| C        | Andrej Kotnik  | Gorica   | prestito biennale oneroso (0,25 milioni) con diritto di riscatto |
| A        | Maxwell Acosty | Latina   | definitivo                                                       |

| Cessioni | Cessioni           | Cessioni    | Cessioni      |
| R.       | Nome               | a           | Modalità      |
| -------- | ------------------ | ----------- | ------------- |
| P        | Luca Maniero       | Mantova     | prestito      |
| D        | Francesco Modesto  | Rende       | svincolato    |
| D        | Michele Cremonesi  | SPAL        | definitivo    |
| D        | Mirko Esposito     | Catanzaro   | prestito      |
| D        | Gian Marco Ferrari | Sassuolo    | prestito      |
| D        | Iacopo Galli       | Spezia      | prestito      |
| D        | Eloge Yao          | Inter       | fine prestito |
| D        | Mihai Bălașa       | Roma        | fine prestito |
| D        | Pol García         | Juventus    | fine prestito |
| D        | Luca Bruno         | Messina     | prestito      |
| D        | Giuseppe Zampano   | Venezia     | svincolato    |
| C        | Nicolò Fazzi       | Fiorentina  | fine prestito |
| C        | Leonardo Capezzi   | Sampdoria   | prestito      |
| C        | Alessio Sabbione   | Carpi       | fine prestito |
| C        | Davide Leto        | Avezzano    | definitivo    |
| C        | Tomislav Šarić     | RNK Spalato | definitivo    |
| C        | Matteo Paro        |             | ritiro        |
| A        | Ante Budimir       | Sampdoria   | definitivo    |
| A        | Marco Firenze      | Siena       | prestito      |
| A        | Davide Voltan      | Genoa       | definitivo    |
| A        | Juan Delgado       | Olbia       | svincolato    |
| A        | Federico Ricci     | Roma        | fine prestito |
| A        | Giuseppe Torromino | Lecce       | definitivo    |
| A        | Nunzio Di Roberto  | Cesena      | prestito      |

| Cessioni | Cessioni           | Cessioni        | Cessioni                |
| R.       | Nome               | a               | Modalità                |
| -------- | ------------------ | --------------- | ----------------------- |
| P        | Valentin Cojocaru  | Steaua Bucarest | fine prestito           |
| C        | Nicolò Fazzi       | Perugia         | cessione (0,7 milioni)  |
| C        | Aniello Salzano    | Bari            | cessione gratuita       |
| C        | Eddy Gnahoré       | Napoli          | fine prestito           |
| A        | Raffaele Palladino | Genoa           | cessione (0,25 milioni) |
| A        | Pietro De Giorgio  | Latina          | prestito gratuito       |

## Risultati

### Serie A

#### Girone di andata
| Arbitro: | Gavillucci (Latina) |

|            |           |  |
| Destro 86’ | Marcatori |  |

| Arbitro: | Rizzoli (Bologna) |

|               |           |                              |
| Palladino 34’ | Marcatori | 51’ Gakpé 55’, 63’ Pavoletti |

| Arbitro: | Valeri (Roma) |

|                        |           |                 |
| Bellusci 31’ Costa 56’ | Marcatori | 45+2’ Sampirisi |

| Arbitro: | Celi (Bari) |

|            |           |                 |
| Trotta 23’ | Marcatori | 66’ Nestorovski |

| Arbitro: | Russo (Nola) |

|                                          |           |  |
| El Shaarawy 26’ Salah 37’ Džeko 48’, 57’ | Marcatori |  |

| Arbitro: | Rocchi (Firenze) |

|          |           |                                    |
| Simy 86’ | Marcatori | 3’ Petagna 40’ Kurtic 45’ A. Gómez |

| Arbitro: | Giacomelli (Trieste) |

|                           |           |              |
| Di Gennaro 38’ Padoin 56’ | Marcatori | 90+1’ Stoian |

| Arbitro: | Massa (Imperia) |

|                        |           |               |
| Sensi 83’ Iemmello 86’ | Marcatori | 2’ Falcinelli |

| Arbitro: | Mazzoleni (Bergamo) |

|          |           |                             |
| Rosi 89’ | Marcatori | 17’ Callejón 33’ Maksimović |

| Arbitro: | Gavillucci (Latina) |

|            |           |                |
| Astori 85’ | Marcatori | 24’ Falcinelli |

| Arbitro: | Pairetto (Torino) |

|                               |           |  |
| Trotta 45+3’ Falcinelli 90+2’ | Marcatori |  |

| Arbitro: | Calvarese (Teramo) |

|                                      |           |  |
| Perišić 84’ Icardi 89’ (rig.), 90+3’ | Marcatori |  |

| Arbitro: | Celi (Bari) |

|  |           |                  |
|  | Marcatori | 80’, 89’ Belotti |

| Arbitro: | Maresca (Napoli) |

|                |           |               |
| Falcinelli 43’ | Marcatori | 71’ Fernandes |

| Arbitro: | Di Bello (Brindisi) |

|                          |           |                |
| Pašalić 41’ Lapadula 86’ | Marcatori | 26’ Falcinelli |

| Arbitro: | Damato (Barletta) |

|                                  |           |                |
| Palladino 24’ (rig.) Ferrari 83’ | Marcatori | 82’ Campagnaro |

| Arbitro: | Sacchi (Macerata) |

|                  |           |  |
| Théréau 43’, 61’ | Marcatori |  |

| Arbitro: | Valeri (Roma) |

|  |           |                           |
|  | Marcatori | 60’ Mandžukić 74’ Higuaín |

| Arbitro: | Maresca (Napoli) |

|              |           |  |
| Immobile 90’ | Marcatori |  |

#### Girone di ritorno
| Arbitro: | Calvarese (Teramo) |

|  |           |              |
|  | Marcatori | 51’ Dzemaili |

| Arbitro: | Mariani (Aprilia) |

|                                |           |                            |
| Simeone 43’ Ocampos 66’ (rig.) | Marcatori | 54’ Ceccherini 74’ Ferrari |

| Arbitro: | Tagliavento (Terni) |

|                                                |           |                 |
| Stoian 24’ Falcinelli 56’, 90+1’ (rig.), 90+2’ | Marcatori | 39’ Mch'edlidze |

| Arbitro: | Rocchi (Firenze) |

|                 |           |  |
| Nestorovski 27’ | Marcatori |  |

| Arbitro: | Russo (Nola) |

|  |           |                          |
|  | Marcatori | 40’ Nainggolan 77’ Dzeko |

| Arbitro: | Banti (Livorno) |

|           |           |  |
| Conti 48’ | Marcatori |  |

| Arbitro: | Orsato (Schio) |

|            |           |                              |
| Stoian 10’ | Marcatori | 32’ João Pedro 69’ Borriello |

| Crotone 5 marzo 2017, ore 15:00 CET 27ª giornata | Crotone          | 0 – 0 referto | Sassuolo | Stadio Ezio Scida (7 544 spett.)\| Arbitro: \| Fabbri (Ravenna) \| |
| Arbitro:                                         | Fabbri (Ravenna) |               |          |                                                                    |

| Arbitro: | Mariani (Aprilia) |

|                                            |           |  |
| Insigne 32’ (rig.), 70’ Mertens 66’ (rig.) | Marcatori |  |

| Arbitro: | Pairetto (Nichelino) |

|  |           |             |
|  | Marcatori | 90’ Kalinić |

| Arbitro: | Calvarese (Teramo) |

|                |           |                            |
| Pellissier 57’ | Marcatori | 51’ Ferrari 82’ Falcinelli |

| Arbitro: | Guida (Torre Annunziata) |

|                            |           |                |
| Falcinelli 18’ (rig.), 22’ | Marcatori | 65’ D'Ambrosio |

| Arbitro: | Doveri (Roma) |

|                    |           |          |
| Belotti 66’ (rig.) | Marcatori | 81’ Simy |

| Arbitro: | Rizzoli (Bologna) |

|            |           |                         |
| Schick 20’ | Marcatori | 67’ Falcinelli 80’ Simy |

| Arbitro: | Banti (Livorno) |

|           |           |             |
| Trotta 8’ | Marcatori | 50’ Paletta |

| Arbitro: | Russo (Nola) |

|  |           |           |
|  | Marcatori | 71’ Tonev |

| Arbitro: | Fabbri (Ravenna) |

|            |           |  |
| Rohdén 18’ | Marcatori |  |

| Arbitro: | Mazzoleni (Bergamo) |

|                                          |           |  |
| Mandžukić 12’ Dybala 39’ Alex Sandro 83’ | Marcatori |  |

| Arbitro: | Rocchi (Firenze) |

|                                |           |                     |
| Nalini 14’, 60’ Falcinelli 22’ | Marcatori | 26’ (rig.) Immobile |

### Coppa Italia

#### Turni preliminari
| Arbitro: | Russo (Nola) |

|                          |           |          |
| Fossati 11’ Zuculini 78’ | Marcatori | 63’ Simy |

## Statistiche

### Statistiche di squadra
Statistiche aggiornate al 29 maggio 2017.
| Competizione | Punti       | In casa | In casa | In casa | In casa | In casa | In casa | In trasferta | In trasferta | In trasferta | In trasferta | In trasferta | In trasferta | Totale | Totale | Totale | Totale | Totale | Totale | DR  |
| Competizione | Punti       | G       | V       | N       | P       | Gf      | Gs      | G            | V            | N            | P            | Gf           | Gs           | G      | V      | N      | P      | Gf     | Gs     | DR  |
| ------------ | ----------- | ------- | ------- | ------- | ------- | ------- | ------- | ------------ | ------------ | ------------ | ------------ | ------------ | ------------ | ------ | ------ | ------ | ------ | ------ | ------ | --- |
| Serie A      | 34          | 19      | 6       | 4       | 9       | 21      | 25      | 19           | 3            | 3            | 13           | 13           | 33           | 38     | 9      | 7      | 22     | 34     | 58     | -24 |
| Coppa Italia | terzo turno | 0       | 0       | 0       |         | 0       | 0       | 1            | 0            | 0            | 1            | 1            | 2            | 1      | 0      | 0      | 1      | 1      | 2      | -1  |
| Totale       | 34          | 19      | 6       | 4       | 9       | 21      | 25      | 20           | 3            | 3            | 14           | 14           | 35           | 39     | 9      | 7      | 23     | 35     | 60     | -25 |

### Andamento in campionato
| Giornata  | 1  | 2  | 3  | 4  | 5  | 6  | 7  | 8  | 9  | 10 | 11 | 12 | 13 | 14 | 15 | 16 | 17 | 18 | 19 | 20 | 21 | 22 | 23 | 24 | 25 | 26 | 27 | 28 | 29 | 30 | 31 | 32 | 33 | 34 | 35 | 36 | 37 | 38 |
| --------- | -- | -- | -- | -- | -- | -- | -- | -- | -- | -- | -- | -- | -- | -- | -- | -- | -- | -- | -- | -- | -- | -- | -- | -- | -- | -- | -- | -- | -- | -- | -- | -- | -- | -- | -- | -- | -- | -- |
| Luogo     | T  | C  | T  | C  | T  | C  | T  | T  | C  | T  | C  | T  | C  | C  | T  | C  | T  | C  | T  | C  | T  | C  | T  | C  | T  | C  | C  | T  | C  | T  | C  | T  | T  | C  | T  | C  | T  | C  |
| Risultato | P  | P  | P  | N  | P  | P  | P  | P  | P  | N  | V  | P  | P  | N  | P  | V  | P  | P  | P  | P  | N  | V  | P  | P  | P  | P  | N  | P  | P  | V  | V  | N  | V  | N  | V  | V  | P  | V  |
| Posizione | 15 | 19 | 20 | 20 | 20 | 20 | 20 | 20 | 20 | 20 | 20 | 20 | 20 | 19 | 19 | 18 | 19 | 19 | 19 | 19 | 19 | 18 | 19 | 19 | 19 | 19 | 19 | 19 | 19 | 18 | 18 | 18 | 18 | 18 | 18 | 18 | 18 | 17 |

Fonte:  Serie A – Classifiche, su legaseriea.it, Lega Serie A. URL consultato il 22 agosto 2016 (archiviato dall'url originale il 12 giugno 2018).
Legenda:

Luogo: C = Casa; T = Trasferta. Risultato: V = Vittoria; N = Pareggio; P = Sconfitta.

### Statistiche dei giocatori
Sono in corsivo i calciatori che hanno lasciato la società a stagione in corso.
| Giocatore     | Serie A  | Serie A | Serie A     | Serie A    | Coppa Italia | Coppa Italia | Coppa Italia | Coppa Italia | Totale   | Totale | Totale      | Totale     |
| Giocatore     | Presenze | Reti    | Ammonizioni | Espulsioni | Presenze     | Reti         | Ammonizioni  | Espulsioni   | Presenze | Reti   | Ammonizioni | Espulsioni |
| ------------- | -------- | ------- | ----------- | ---------- | ------------ | ------------ | ------------ | ------------ | -------- | ------ | ----------- | ---------- |
| A. Barberis   | 26       | 0       | 3           | 0          | 1            | 0            | 0            | 0            | 27       | 0      | 3           | 0          |
| L. Bruno      | -        | -       | -           | -          | -            | -            | -            | -            | -        | -      | -           | -          |
| L. Capezzi    | 25       | 0       | 7           | 1          | 1            | 0            | 0            | 0            | 26       | 0      | 7           | 1          |
| F. Ceccherini | 35       | 1       | 9           | 0          | 1            | 0            | 0            | 0            | 36       | 1      | 9           | 0          |
| Claiton       | 10       | 0       | 2           | 0          | 1            | 0            | 1            | 0            | 11       | 0      | 3           | 0          |
| V. Cojocaru   | -        | -       | -           | -          | -            | -            | -            | -            | -        | -      | -           | -          |
| A. Cordaz     | 36       | -54     | 2           | 1          | 1            | -2           | 0            | 0            | 37       | -56    | 2           | 1          |
| L. Crisetig   | 32       | 0       | 13          | 1          | -            | -            | -            | -            | 32       | 0      | 13          | 1          |
| P. De Giorgio | 1        | 0       | 0           | 0          | -            | -            | -            | -            | 1        | 0      | 0           | 0          |
| N. Di Roberto | 1        | 0       | 0           | 0          | 1            | 0            | 0            | 0            | 2        | 0      | 0           | 0          |
| N. Dussenne   | 8        | 0       | 3           | 1          | -            | -            | -            | -            | 8        | 0      | 3           | 1          |
| D. Falcinelli | 35       | 13      | 7           | 0          | -            | -            | -            | -            | 35       | 13     | 7           | 0          |
| N. Fazzi      | 1        | 0       | 0           | 0          | 1            | 0            | 0            | 0            | 2        | 0      | 0           | 0          |
| G.M. Ferrari  | 37       | 3       | 8           | 0          | -            | -            | -            | -            | 37       | 3      | 8           | 0          |
| M. Festa      | 3        | -4      | 1           | 0          | -            | -            | -            | -            | 3        | -4     | 1           | 0          |
| E. Gnahoré    | -        | -       | -           | -          | -            | -            | -            | -            | -        | -      | -           | -          |
| B. Martella   | 29       | 0       | 4           | 0          | -            | -            | -            | -            | 29       | 0      | 4           | 0          |
| A. Mazzarani  | -        | -       | -           | -          | -            | -            | -            | -            | -        | -      | -           | -          |
| D. Mesbah     | 10       | 0       | 1           | 0          | -            | -            | -            | -            | 10       | 0      | 1           | 0          |
| A. Nalini     | 17       | 2       | 2           | 0          | 1            | 0            | 0            | 0            | 18       | 2      | 2           | 0          |
| M. Nicoletti  | -        | -       | -           | -          | -            | -            | -            | -            | -        | -      | -           | -          |
| R. Palladino  | 17       | 2       | 4           | 0          | 1            | 0            | 0            | 0            | 18       | 2      | 4           | 0          |
| M. Rohdén     | 34       | 1       | 4           | 0          | 1            | 0            | 0            | 0            | 35       | 1      | 4           | 0          |
| A. Rosi       | 31       | 1       | 12          | 0          | -            | -            | -            | -            | 31       | 1      | 12          | 0          |
| A. Salzano    | 7        | 0       | 0           | 0          | 1            | 0            | 0            | 0            | 8        | 0      | 0           | 0          |
| M. Sampirisi  | 23       | 1       | 1           | 0          | -            | -            | -            | -            | 23       | 1      | 1           | 0          |
| Simy          | 21       | 3       | 0           | 0          | 1            | 1            | 0            | 0            | 22       | 4      | 0           | 0          |
| A. Stoian     | 27       | 3       | 3           | 0          | 1            | 0            | 0            | 0            | 28       | 3      | 3           | 0          |
| A. Tonev      | 13       | 1       | 2           | 0          | 1            | 0            | 0            | 0            | 14       | 1      | 2           | 0          |
| M. Trotta     | 29       | 3       | 2           | 0          | -            | -            | -            | -            | 29       | 3      | 2           | 0          |
| R. Tsouka     | -        | -       | -           | -          | -            | -            | -            | -            | -        | -      | -           | -          |
| A. Viscovo    | -        | -       | -           | -          | -            | -            | -            | -            | -        | -      | -           | -          |
| G.M. Zampano  | -        | -       | -           | -          | -            | -            | -            | -            | -        | -      | -           | -          |

## Giovanili

### Organigramma
Dal sito ufficiale della società
Primavera
- Allenatore: Aniello Parisi
- Preparatore atletico: Elmiro Trombino
- Preparatore dei portieri: Gianni De Gennaro

Under 17
- Allenatore: Francesco Lomonaco
- Allenatore in seconda: Francesco Maiolo
- Preparatore atletico: Tommaso Dell'Apa
- Preparatore dei portieri: Carmine Tortora

Under 15
- Allenatore: Nicola Garzieri
- Preparatore atletico: Roberto Parisi
- Preparatore dei portieri: Antonio Macrì